# Élection présidentielle panaméenne de 2014
L'élection présidentielle panaméenne de 2014 s'est déroulée le dimanche 4 mai 2014 pour élire le président et le vice-président de la République du Panama, dans le cadre des élections générales panaméennes de 2014, en même temps que les élections législatives, les élections au parlement centraméricain et les élections municipales.. De par la Constitution, le président sortant est inéligible pour un second mandat.

## Sondages
| Institut        | Date          | José Domingo Arias (CD) | Juan Carlos Navarro (PRD) | Juan Carlos Varela (PP) |
| --------------- | ------------- | ----------------------- | ------------------------- | ----------------------- |
| Dichter & Neira | Mars 2014     | 39%                     | 32%                       | 26%                     |
| Ipsos           | Mars 2014     | 33%                     | 31%                       | 26%                     |
| Dichter & Neira | 23 avril 2014 | 35%                     | 30%                       | 32%                     |
| Ipsos           | 23 avril 2014 | 33.9%                   | 34.2%                     | 29.1%                   |

## Résultats
Juan Carlos Varela (PP) est élu président de la République avec 39,01% des suffrages exprimés.